# جون فلاناجان
جوناثون باتريك فلاناجان (بالإنجليزية: Jonathon Patrick Flanagan)‏ وهو لاعب كرة قدم إنكليزي يلعب بمركز الدفاع ولد في يوم 1 يناير 1993 في مدينة ليفربول في إنجلترا ويبلغ طول اللاعب 181 سم.

## مسيرته الكروية
لعب جون فلاناجان خلال مسيرته الاحترافية مع 4 أندية في أحد عشر موسمًا وسجل خلالها هدفًا واحدًا ضمن 76 مباراة. ولم يفز بأي موسم بالكأس أو بالدوري.
خاض جون فلاناجان مسيرته مع نادي ليفربول في موسم 2010–11 ليلعب معه سبعة مواسم، مشاركًا في 40 مباراة سجل خلالها هدفًا واحدًا. ثم انتقل إلى نادي بيرنلي في موسم 2016–17 لمدة موسم واحد، حيث شارك في 6 مباريات ولم يسجل أي هدف. لينتقل بعدها إلى نادي بولتون واندررز في موسم 2017–18 لمدة موسم واحد، مشاركًا في 9 مباريات ولم يسجل أي هدف أيضًا. ثم انتقل إلى نادي رينجرز في موسم 2018–19 ولمدة موسمين، مشاركًا في 21 مباراة ولم يسجل أي هدف أيضًا.

## روابط خارجية
- جون فلاناجان على موقع الاتحاد الدولي (مؤرشف)  (الإنجليزية)
- جون فلاناجان على موقع الاتحاد الأوربي (الإنجليزية)
- جون فلاناجان على موقع قاعدة بيانات كرة القدم.إي يو (الإنجليزية)
- جون فلاناجان على موقع ناشيونال فوتبول تيمز (الإنجليزية)
- جون فلاناجان على موقع Soccerbase.com (لاعب) (الإنجليزية)
- جون فلاناجان على موقع Soccerway.com (الإنجليزية)
- جون فلاناجان على موقع عالم كرة القدم.نت (الإنجليزية)